# Steven Kaplan
Pour les articles homonymes, voir Kaplan.
Steven Laurence Kaplan (né en janvier 1943) est un historien et universitaire américain, professeur à l'université Cornell (New York), également chargé de cours à Institut d'études politiques de Paris et à l'École normale supérieure.
Souvent aux racines de l'histoire économique, son approche s'inscrit dans le droit fil  de l'École des Annales. Il est, entre autres, spécialiste du pain et de la farine en France.

## Biographie
Steven Laurence Kaplan est né à New York, quartier de Brooklyn, au sein d'une famille d'origine polonaise. Il fait ses études à l'université de Princeton. L'un de ses enseignants, Charles Gillispie, l'envoie en 1962 en France. Il débarque à Paris pour s'inscrire à la Sorbonne et, le premier jour, il achète dans une boulangerie, au 8 rue du Cherche-Midi (c'est-à-dire chez Poilâne), un bâtard, qu'il va manger au jardin du Luxembourg. « Je romps le pain, je le mets dans la bouche. La sensation m'envahit : un arôme inconnu, une saveur puissante. Cela reste la plus belle « mâche » de ma vie », raconte-t-il. Cette rencontre avec le pain parisien, comme avec les grandes bibliothèques de la capitale, marque le reste de son existence.
De retour aux États-Unis, il prépare une thèse d'histoire à l'université Yale ; contrairement à l'avis de ses professeurs, il décide de la consacrer à l'histoire française et plus spécialement au pain, comme objet économique, culturel et social, emblématique d'un art de vivre français et que la France a laissé çà et là sur le pourtour du monde. L’Académie des sciences morales et politiques lui décerne le prix Charles-Aubert d'Histoire en 2009 pour l’ensemble de son œuvre.
Il revient à Paris pour deux années et demie de recherches dans les archives. Mais il accomplit en parallèle un stage chez Poilâne et s'engage même dans la préparation d'un CAP de boulangerie. L'artisan boulanger Lionel Poilâne, sans oublier Ganachaud et les autres Poujaurand, figure parmi les derniers maîtres de la boulangerie parisienne de qualité : il sait lui expliquer la disparition dramatique de ce savoir-faire traditionnel après guerre.
Depuis lors, il passe chaque année plusieurs mois en France, où il demeure dans le 14e arrondissement de Paris.
Ce spécialiste incontesté des blés, farines et pains, est membre du Comité d'histoire de la ville de Paris.

## Thèmes
Dès son ouvrage rédigé en français paru en 1982, Le Complot de famine : histoire d'une rumeur au XVIIIe siècle, il évoque la libéralisation du commerce des grains sous l'Ancien Régime. Les thèmes s'organisent autour des tensions entre politique libérale du type « laissez-faire » et politique régalienne ancienne, marquée par leur interventionnisme économique, au travers de l'histoire des mises en culture, puis du négoce et de la distribution des grains et des blés, incluant les enjeux politiques sous-jacents « métaphoriques ». Voilà une des trames continue de ses textes, de sa thèse de jeunesse en Sorbonne à son ouvrage Raisonner sur le blé, publié également à Paris, l'été 2017. En 2020, son opus Pour le pain rappelait l'engagement d'une vie francophile, sous tous ses aspects.
Une des causes méconnues de l'emballement révolutionnaire et de l'abandon du soutien à la monarchie française par les paysans, suivis par celui du Tiers état, est associée, selon Kaplan, au choix d'un marché libéralisé des grains pris une fois pour toutes, bien avant l'Angleterre, par Louis XV. Le roi perdant son rôle de « père nourricier et protecteur » s'est transformé, aux yeux des foules paysannes soumises aux crises frumentaires et aux disettes, en un seigneur sans prestige.

## Décoration
- Chevalier de l'ordre national du Mérite (22 mai 2001)

## Publications
- Bread, Politics and Political Economy, 1976.
- The Famine Plot Persuasion in Eighteenth-Century France. Transactions of the American Philosophical Society, 1982.
- Le complot de famine : histoire d'une rumeur au XVIIIe siècle, 1982.
- Provisioning Paris. Merchant and Millers in the Grain and Flour Trad during the Eighteenth Century, 1984.
- Le pain, le peuple et le roi : la bataille du libéralisme sous Louis XV, 1986.
- Les ventres de Paris : pouvoir et approvisionnement dans la France d'Ancien Régime, 1988.
- Farewell, Revolution: Disputed Legacies, France, 1789/1989, Cornell University Press, 1995.
- The Bakers of Paris and the Bread Question, 1700-1775, 1996.
- Le meilleur pain du monde : les boulangers de Paris au XVIIIe siècle, Fayard, 1996, 544 p. (présentation en ligne), [présentation en ligne][6]
- Food and Gender: Identity and Power, 1998.
- La fin des corporations, Paris, Fayard 2001.
- Le retour du bon pain : une histoire contemporaine du pain, de ses techniques, et de ses hommes, Perrin, 2002, 489 pages avec table, ISBN 2-262-01799-9
- Cherchez le pain : guide des meilleures boulangeries de Paris, 2004.
- France, malade du corporatisme ?, 2004.
- Le pain maudit : retour sur la France des années oubliées, 1945-1958, 2008 [7]

- Prix Thiers 2009 de l’Académie française
- La France et son pain : histoire d'une passion, Albin Michel, 2010.
- Raisonner sur les blés : essais sur les lumières économiques, version en français, texte traduit/établi par Steven Laurence Kaplan et Marie-Christine K., Paris, Fayard, 2017, 870 p.
- Pour le pain, Paris, Fayard, 2020, 368 p.  (ISBN 978-2213716671)[8].
- Transmettre, soumettre, socialiser, Paris, Fayard, 2023, 904 p.  (ISBN 978-2213711911)[9]